# Scarlett Kleint
Scarlett Kleint (* 1958) ist eine deutsche Drehbuchautorin. Sie arbeitete mehrfach mit Michael Illner zusammen.
Kleint absolvierte ein Studium der Kulturgeschichte sowie zur Ästhetik und der Theaterwissenschaft. Sie besitzt eine Ausbildung zur Fernsehjournalistin, arbeitet als Filmkritikerin und Übersetzerin. Seit den 1990er Jahren ist sie Freie Autorin und schreibt Liedtexte für die Gruppe City.
Kleint wohnt in Berlin.

## Filmografie (Auswahl)
- 1996: Der Ausbruch
- 1996: Polizeiruf 110 – Kurzer Traum
- 1997–2002: Für alle Fälle Stefanie (zehn Folgen)
- 1998: Der Clown (zwei Folgen)
- 1998: Stubbe – Von Fall zu Fall (Folge Stubbe und der Tote an Loch Neun)
- 1998: Polizeiruf 110 – Discokiller
- 2000: Verbotenes Verlangen – Ich liebe meinen Schüler
- 2000: Polizeiruf 110 – Blutiges Eis
- 2001–2002: Vater wider Willen (fünf Folgen)
- 2001: Die Biester (sieben Folgen)
- 2001: Sommer und Bolten: Gute Ärzte, keine Engel
- 2001: Polizeiruf 110 – Kurschatten
- 2002: Unser Papa, das Genie
- 2002: Polizeiruf 110 – Braut in Schwarz
- 2002–2004: Die Rettungsflieger (sechs Folgen)
- 2003: Tierärztin Dr. Mertens
- 2003: Nicht ohne meinen Anwalt
- 2003: Polizeiruf 110 – Die Schlacht
- 2003: Polizeiruf 110 – Doktorspiele
- 2003: Tatort – Bermuda
- 2004: Alphateam – Die Lebensretter im OP – Verzweiflungstat
- 2004: Hunger auf Leben
- 2005: Tatort – Leiden wie ein Tier
- 2005: Die schönsten Jahre
- 2006–2010: Da kommt Kalle (zwei Folgen)
- 2006–2013: Tierärztin Dr. Mertens (35 Folgen)
- 2007–2009: Notruf Hafenkante (neun Folgen)
- 2007: Eine Liebe in Kuba
- 2007: Stubbe – Von Fall zu Fall (Folge Bittere Wahrheiten)
- 2008: 12 heißt: Ich liebe dich
- 2010: Der Mauerschütze
- 2008–2011: Die Stein (17 Folgen)
- 2011: In aller Freundschaft – Sinnkrise
- 2012: Inga Lindström – Sommer der Erinnerung
- 2013: Herzensbrecher – Vater von vier Söhnen (Folge Der Taufschein)
- seit 2014: Der Usedom-Krimi (Fernsehreihe)
- 2015: Bettys Diagnose (fünf Folgen)
- 2023: Wolfswinkel (Fernsehfilm)